# نظرية التكيف بين الأشخاص
نظرية التكيف بين الأشخاص: غالبًا ما يُشار إلى نظرية التكيف بين الأشخاص (IAT) على أنها نظرية نظريات، وقد تم تطوير العديد من النظريات لتوفير أطر، كتفسيرات للتفاعلات الاجتماعية بعد مراجعة وفحص نظريات الاتصال المختلفة والأدلة التجريبية السابقة المتعلقة بالتواصل بين الأشخاص، أصبحت الحاجة إلى معالجة الطرق التي يتكيف بها الأفراد مع بعضهم البعض في التفاعلات واضحة. تكمن أهمية مراقبة جانبي التفاعل الثنائي تؤدي إلى تطوير نظرية التكيف بين الأشخاص، وتنص النظرية على أن الأفراد يدخلون في تفاعلات مع التوقعات والمتطلبات والرغبات، والتي تؤسس موقف التفاعل، وبمجرد أن يبدأ التفاعل، فإن الفرق بين موضع التفاعل والسلوك الفعلي للطرف الآخر هو الذي يحدد ما إذا كان الفرد سوف يتكيف ويستمر في التواصل بشكل إيجابي أم لا.

## خلفية
في عام 1995، نشر جودي ك. بورغون، وليسا ستيرن، وليسا ديلمان كتابًا بعنوان التكيف بين الأشخاص: أنماط التفاعل الثنائي، حيث وصفوا النتائج التي توصلوا إليها حول نظرية جديدة مستمدة من نتائج النظريات السابقة. وقامت بورجون وفريقها بفحص خمسة عشر نموذجًا سابقًا واعتبروا أهم الاستنتاجات من البحث التجريبي السابق، حيث قاموا بمراجعة النظريات القائمة على نماذج البيولوجيا، والإثارة والتأثير، والنهج والتجنب، والتعويض والمعاملة بالمثل، والتواصل والإدراك، ونماذج الأعراف الاجتماعية، وجاء في الاستنتاج بعد النظر في العديد من النظريات والنماذج أنه: "بينما تتنبأ معظم النظريات بمزيج من الأنماط بدلاً من الإلتزام بنمط واحد مهيمن، فإنها تتعارض حول الأنماط المحتملة في ظل مجموعة معينة من الظروف".
وتشمل النظريات والنماذج التي تستمد منها، على سبيل المثال لا الحصر، ما يلي:
النماذج البيولوجية: الأفراد المتفاعلون سيظهرون سلوكيات مماثلة لبعضهم البعض، الأنماط التي يفترض أنها فطرية تعتمد على الاحتياجات الأساسية في الترابط والسلامة والتنظيم الاجتماعي، مثل:
- التقليد الحركي والذي يصف التفاعل وكيف يحاكي المتفاعل الآخر، والذي يكون عادةً بدافع التعاطف، أو التعاطف المتصور.
- التزامن التفاعلي.
- النسخ المتطابق.

النماذج القائمة على الإثارة والتأثير: الحالات الداخلية والعاطفية، والقوى الدافعة في قرارات الناس للإقتراب من الآخرين أو تجنبهم، وهم:
- نظرية الصراع التابع (ACT) – أرجيل ودين (1965): الأفراد لديهم احتياجات لكل من الإنتماء والإستقلالية.[4]
- نظرية الإثارة المتناقضة (DAT) – Cappella & Green (1982): تتنبأ بالتناقضات من أنماط السلوك المتوقعة التي تؤدي إلى تغيير الإثارة.

نماذج النهج والتجنب: أيْ المعاملة بالمثل والتعويض، وتتمثل:
- نظرية وضع العلامات على الإثارة – باترسون (1976): تؤثر العوامل الخارجية على كيفية تفاعل الفرد في أي تفاعل معين.

نماذج المعايير الاجتماعية: انطلاقًا من الالتزام الاجتماعي المحسوس، سيتبادل الأفراد السلوكيات التي يتلقونها من الآخرين، مثل:
- قاعدة المعاملة بالمثل – انطلاقًا من الالتزام الاجتماعي، سوف يستجيب الفرد بنفس الطريقة التي يستجيب بها فرد آخر.
- نظرية تسهيل الاتصالات (CAT) – جالوا وآخرون في (1991) وجايلز في (1973): يدرس الطريقة التي يتفاعل بها الفرد مع الآخر بناءً على سياق التفاعل.[5]
- نظرية التبادل الاجتماعي
- نظرية تبادل الموارد

نماذج الاتصال والنماذج المعرفية: الإدراك والسلوكيات المتعلقة بالاتصال، وتحليل أنماط التفاعل والمعنى الذي تنقله الأنماط السلوكية
- النموذج الوظيفي المتسلسل: يشرح استقرار التفاعل وكيف يستوعب كل متفاعل الآخر.

العناصر المجمعة للنماذج السابقة:
- نظرية انتهاكات التوقع (EVT) – بورغون (1978): يمكن وصف التفاعل بشكل إيجابي أو سلبي بناءً على توقعات الفرد والسلوك الفعلي للشخص الآخر.
- نظرية التكافؤ المعرفي (CVT) – أندرسن (1985): تصف وتشرح عملية تبادل العلاقة الحميمة ضمن علاقة ثنائية.

وهذه النظريات السابقة جنبًا إلى جنب مع الأدلة التجريبية الناتجة عن دراسات بورغون وزملائها، ولّدت نظرية التكيف بين الأشخاص.

## تعريفات
- المتطلبات: الاحتياجات والدوافع الإنسانية الأساسية للمتفاعل؛ أي: البقاء، الأمان، الراحة، الاستقلالية، الانتماء
- التوقعات: ما هو متوقع على أساس الأعراف الاجتماعية، والوصفات الاجتماعية، والمعرفة الفردية لسلوك الآخر؛ أي عرض الذات، ومطالبها.
- الرغبات: شخصية للغاية، أهداف الفرد، ما يحبه وما يكرهه.
- موقف التفاعل: تقييم صافي لما هو مطلوب ومتوقع ومفضل كنمط التفاعل الثنائي في الموقف.
- السلوك الفعلي: السلوك التواصلي الفعلي الذي يقوم به الشريك في التفاعل.
- التقارب: أن نصبح أكثر تشابهاً مع تقدم العلاقة، إذا كان أحد المتفاعلين يتعرف على الآخر ويريد الاندماج معه، فإن المتفاعل الأول سوف يتقارب مع سلوكيات التواصل الخاصة بالآخر، ويتكيف مع معدل الكلام، وحجم الصوت، والتوقفات، والألفاظ، والمفردات، والوضعية، وطريقة اللباس.
- الاختلاف: عكس التقارب، بحيث تصبح أكثر اختلافًا، ويحدث الاختلاف عندما يحاول المتفاعلون إبراز الاختلافات التواصلية بينهم وبين متفاعل آخر.
- الانعكاس: يصبح سلوك الفرد مطابقًا لسلوك الطرف الآخر، ويشار إليها أيضًا في المطابقة.
- التعويض: رد فعل فرد مختلف عن استجابة فرد آخر.
- المعاملة بالمثل: يتفاعل الفرد بطريقة مماثلة لرد فعل فرد آخر.
- الصيانة: تحاول سلوكيات وأنماط التواصل لدى الفرد الحفاظ على الاستقرار طوال التفاعل.

## الأساسيات
كما ذكرنا سابقًا، يدخل الأفراد في التفاعلات بمزيج من التوقعات والمتطلبات والرغبات، وتشير توقعات الفرد إلى كيفية توقع استجابة الطرف الآخر في التفاعل المحدد، حيث تعتمد متطلبات الفرد على احتياجاته البيولوجية الأساسية، لذا رغبات الفرد مدفوعة بما يحبه أو يكرهه.
على سبيل المثال: عندما تأتي زوجة أحد الطيارين إلى زوجها بعد أن ألحق بها الأذى عاطفيًا، لأنه لم يقضي معها وقتًا كافيًا قبل أن ينتقل إلى الخدمة، فقد تتوقع منه أن يتصرف بشكل دفاعي، وتحتاج إلى ألا يغضب وبالتالي ينفق حتى وقت أقل معها، وتريد منه أن يفهم مشاعرها. فإن متطلبات الزوجة وتوقعاتها ورغباتها هي مزيج من الاحتياجات البيولوجية (المفترضة أو المنفذة دون وعي) والسلوكيات المكتسبة اجتماعيًا، وتعتمد التوقعات عادةً على التفاعلات الاجتماعية أو الأعراف الاجتماعية التي تمت تجربتها سابقًا، وقد تُعتمد المتطلبات، مثل: الحاجة إلى الأمان بشكل أكثر وضوحًا على الحاجة البيولوجية للبقاء.
في المثال أعلاه، وفقًا لـIAT، إذا استجاب الزوج بطريقة تلبي متطلبات زوجته ورغباتها، فسوف ترد بالمثل وتتخذ وضعية تعكس سلوكه في التفاعل، تشرح النظرية أن سبب حدوث المعاملة بالمثل: هو أن التفاعل الإيجابي والمستقر هو الأكثر تفضيلاً.
إذا كان الزوج في المثال المذكور يلبي توقعات زوجته ويتصرف بشكل غير مناسب تجاهها، فإن سلوك استجابتها سوف يتباين، لتهدئة الوضع، ويعد استخدام التعويض هو الاستجابة السلوكية الأكثر شيوعًا التي تحدث في هذا التفاعل، وفي حالة الاختلاف، قد تلعب الزوجة دور "طفاية الحريق" وتجد نفسها في كثير من الأحيان تقوم بإطفاء الحرائق أو تهدئة التفاعلات السلبية في العلاقة.
يمكن ملاحظة مثال آخر لنظرية التكيف بين الأشخاص في تبادل الأعمال التجارية الدولية، خذ بعين الاعتبار المثال التالي: في الولايات المتحدة يتم إجراء ثقافة اجتماعات العمل بطريقة مباشرة ومتقدمة وعنيدة، زيشارك رجال الأعمال الأمريكيون في اجتماعات ذات جدول أعمال ويعبرون عن أفكارهم وآرائهم بشكل علني، في المقابل؛ فإن ثقافة الأعمال اليابانية رسمية ومهذبة ويتم إجراؤها على مستوى عالٍ من الآداب، وفي الأحداث التي تنخرط فيها الثقافتان في الأعمال التجارية معًا، قد يتوقع رجل الأعمال الياباني أن يكون رجل الأعمال الأمريكي مباشرًا وعنيدًا ولكنه يفضل الأدب، وإذا أظهر الأمريكي بدلاً من ذلك اللباقة واللياقة؛ فسيكون التفاعل أكثر إيجابية مما لو تم تلبية توقعات رجل الأعمال الياباني، ففي هذا التبادل بين الثقافات، من المرجح أن يتكيف التفاعل في التقارب والمعاملة بالمثل.

## نظرية:
إن مراجعة النظريات السابقة، والأدلة التجريبية، واعتبارات التحقيقات الخاصة بها، دفعت بورغون (1995) وزملائها إلى اقتراح تسعة مبادئ تهدف إلى توجيه نموذج التكيف التفاعلي الجديد:
1. قد يكون هناك ضغط فطري للتكيف مع أنماط التفاعل،مثل:
- اللاواعي، والحاجة الفطرية إلى التكيف مع أساليب التفاعل.

2. على المستوى البيولوجي، تكون الضغوط الكامنة نحو الإنحباس والتزامن، بإستثناء التعديلات التعويضية التي تضمن السلامة الجسدية والراحة.
- من المفيد للبقاء أن نتقارب ونتزامن، إلا في المواقف التي يكون فيها الاختلاف ضروريًا لتهدئة الموقف.

3. إن دوافع الاقتراب أو التجنب ليست ثابتة أو ثابتة، ولكنها دورية بسبب الإشباع عند قطب معين.
4. وعلى المستوى الاجتماعي، يتجه الضغط أيضًا نحو المعاملة بالمثل والمواءمة.
5. على مستوى الإتصال، قد تحدث المعاملة بالمثل والتعويض.
6. على الرغم من الإستعداد للتكيف، فإن درجة التكيف الاستراتيجي الواعي الموجود في أي موقف ستكون محدودة بسبب:
أ) الإتساق الفردي في الأسلوب السلوكي.
ب) الأسباب الداخلية للتعديلات.
ج) ضعف المراقبة الذاتية أو مراقبة الشريك.
د) عدم القدرة على ضبط الأداء.
هـ) الإختلافات الثقافية في ممارسات الاتصال والتوقعات.

7. تشكل القوى البيولوجية والنفسية والاجتماعية مجتمعة حدودًا تتأرجح داخلها معظم أنماط التفاعل، وتنتج إلى حد كبير التطابق والتزامن والتبادلية.
8. قد تكون العديد من المتغيرات بمثابة المشرفين البارزين على التكيف التفاعلي.
9. يجب أن تكون التنبؤات المتعلقة بالمجمعات الوظيفية للسلوكيات؛ أكثر فائدة ودقة من التنبؤات المتعلقة بسلوكيات معينة يتم النظر إليها بمعزل عن الوظيفة التي تخدمها.
واستنادًا إلى الأساس الذي وضعته المبادئ التوجيهية التسعة المقترحة، والأهمية المعترف بها لمراقبة جانبيْ التفاعل، تم إنشاء النموذج الثنائي لنظرية التكيف التفاعلي، بحيث يشتق نموذج التكيف التفاعلي من خمسة مفاهيم رئيسية.
الثلاثة الأولى من المفاهيم الخمسة التي تحكم السلوك هي: المتطلبات والتوقعات والرغبات، ويبدأ الأفراد المنخرطون في التفاعل بمزيج من هذه الثلاثة:
المتطلبات ({\displaystyle R}): بناءً على الاحتياجات الإنسانية الأساسية للفرد، أو ما يشعر بحاجته إليه وقت التفاعل، تحدث عوامل المتطلبات تحت مستوى الوعي الواعي.
التوقعات ({\displaystyle E}): يعتمد على العوامل الاجتماعية، ويتأثر بالأعراف الاجتماعية، والوصفات الاجتماعية، ومعرفة السلوك النموذجي للمتفاعل الآخر، ويتم توقع التوقعات من خلال سياق التفاعل.
الرغبات ({\displaystyle D}): شخصي للغاية، بناءً على الأهداف الشخصية، وما يعجبه، وما لا يعجبه، وتتأثر الرغبات بشخصية الفرد، وخبراته الاجتماعية الشخصية، وثقافته.
R ، E ، D: مترابطة وليست مستقلة.
المفهوم الرابع في موقف التفاعل: هو نتاج متطلبات الفرد ورغباته وتوقعاته.
موقف التفاعل ({\displaystyle IP}): الإستعداد السلوكي المشتق.
قدمت بورجون وزملاؤها المفاهيم الأربعة الأولى في صيغة رياضية:
{\displaystyle R+E+D=IP}
فهم البحث والتطوير والملكية الفكرية.
- تحظر R و E و D خيارات استجابة معينة.
- يتم ترتيب R و E و D بشكل هرمي، عادةً ما يكون IP مدفوعًا بالاحتياجات المطلوبة أولاً وما إلى ذلك.
- لا تؤدي Rs إلى نمط تفاعل واحد.
- يهيمن Es على المعادلة ويؤدي إلى ميل قوي لمطابقة سلوك الآخر والرد عليه.
- من غير المرجح أن تكون Ds أكثر أهمية من R أو E ولكنها تؤدي أيضًا إلى المطابقة والتبادل.

المفهوم الخامس: هو السلوك الفعلي والذي يستخدم كنقطة مقارنة مع موضع التفاعل.
السلوك الفعلي ({\displaystyle A}): السلوك الفعلي الذي يؤديه الشريك في التفاعل.

## فهم IP و A:
يمكن وضع IP و A على سلسلة متصلة، ويحدد التناقض الذي تم تقييمه بين الاثنين نتيجة التفاعل.
يجب أن تؤدي التناقضات الكبيرة بين IP و A إلى تنشيط:
أ) التغيير السلوكي.
ب) التغيير المعرفي.
ج) كليهما.
الهدف: هو تقليل الفجوة بين IP و A ومواءمة سلوك الفرد مع IP من خلال تحفيز الاستجابة المتبادلة من الشريك.
- إذا كان عنوان IP الخاص بالمتفاعل يتطابق مع A الخاص بالشريك، فسوف يميل المتفاعل إلى مطابقة سلوك الشريك أو الرد عليه بالمثل.
- إذا كان IP يساوي A لكلا الطرفين، فيجب أن يتقدم التبادل المستقر، ما لم يتغير IP لأي من الطرفين.
- إذا كان A أكثر إيجابية من IP (وضع إيجابي)، فإن الميل سيكون نحو التقارب والمعاملة بالمثل.
- إذا كانت قيمة IP أكثر إيجابية من A (ظرف سلبي)، فسيكون الميل نحو عدم التكيف أو الاختلاف أو التعويض.

وكتفسير بديل للعلاقة بين موضع التفاعل والسلوك الفعلي، يوصف التفاعل المستقر المفضل بأنه تفاعل يكون فيه IP و A متساويين، ويتنبأ IAT إذا كان أي من المتفاعلين يريد في أي وقت أن يستمر التفاعل مستقرًا وأن IP لا يساوي A، فإن أحد المتفاعلين يغير عنوان IP الخاص به كثيرًا بالتالي يقلل هذا التغيير من فجوة التناقض بين IP و A، من خلال تغيير عنوان IP الخاص به، يأمل المتفاعل أن يعترف شريكه بالتعديل من خلال مطابقة السلوك، وبالتالي تغيير A.
ويصف Burgoon وآخرون هذا بأنه مبدأ "اتبع القائد"، وهذا هو التكيف الاستراتيجي الذي قدمه إيكيس وآخرون، في عام 1982.
بإختصار، تشرح نظرية التكيف بين الأشخاص التفاعل الثنائي على النحو التالي: قبل أن يدخل الفرد في تفاعل مع فرد آخر، يكون تفاعله مهيئًا لتوقعات ورغبات ومتطلبات معينة، أو موقف تفاعل، وبمجرد بدء الاتصال، فإن الفرق بين موضع التفاعل والسلوك الفعلي للطرف الآخر هو الذي يحدد ما إذا كان الفرد سوف يتكيف ويستمر في الاتصال بشكل إيجابي أم لا.